# Tellervo gautamoides
Tellervo gautamoides är en fjärilsart som beskrevs av William Doherty 1886. Tellervo gautamoides ingår i släktet Tellervo och familjen praktfjärilar. Inga underarter finns listade i Catalogue of Life.